# Oficerska Szkoła Lotnicza nr 5

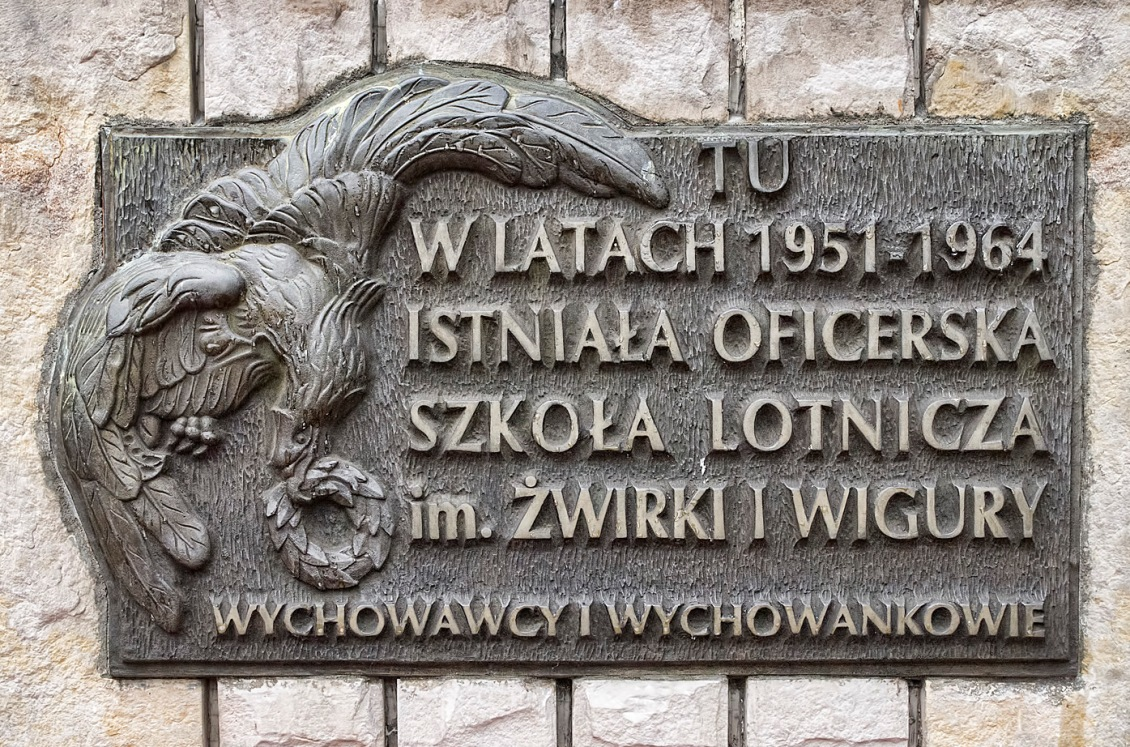
Tablica pamiątkowa OSL im. Żwirki i Wigury

Oficerska Szkoła Lotnicza nr 5 im. Żwirki i Wigury (OSL) – szkoła Sił Zbrojnych PRL kształcąca w latach 1951–1964 kandydatów na oficerów wojsk lotniczych.

## Historia szkoły
Sytuacja polityczno-militarna pomiędzy USA i ZSRR (a tym samym obozem państw socjalistycznych, w tym Polską) na początku lat pięćdziesiątych wymusiła rozbudowę sił zbrojnych, w tym lotnictwa. Zwiększonemu zapotrzebowaniu na personel latający nie była w stanie sprostać szkoła dęblińska (OSL nr 4), stąd też na bazie jej jednostki szkolnej, l Eskadry Pilotażu Myśliwskiego stacjonującej na lotnisku w Radomiu-Sadkowie, zgodnie z dyrektywą MON nr 00020/Org. z dnia 21 lutego 1951 i wydanego na jej podstawie rozkazu MON nr 0036/Org. z dnia 7 kwietnia 1951 – sformowano Oficerską Szkołę Lotniczą nr 5. Formowanie OSL przeprowadzone według etatu nr 020/222 (1691 wojskowych oraz 237 pracowników kontraktowych) zakończono 1 maja 1951 r. Komendantem został oficer radziecki, dotychczasowy zastępca komendanta OSL w Dęblinie – ppłk pil. Mikołaj Lebiediew, szefem sztabu był mjr Karol Różowicz, a zastępcą komendanta ds. inżynieryjno-eksploatacyjnych – ppłk Leon Szurka.
6 lutego 1952 r. komendę OSL nr 5 przejął dotychczasowy dowódca 1 Pułku lotnictwa Myśliwskiego ppłk pil. Aleksiej Bystrow, jego zastępcą ds. inżynieryjno-eksploatacyjnych został ppłk Włodzimierz Strelcow. Nowy etat – zastępcy komendanta ds. pilotażu – objął mjr pil. Juliusz Szwarc.
W 1952 r. rozpoczęła funkcjonowanie Orkiestra Garnizonowa, która była podporządkowana Oficerskiej Szkole Lotniczej nr 5 w Radomiu. W dniu 6 sierpnia 1952 r. wylądował w Austrii por. pil. Edward Pytko z 3 eskadry w czasie, gdy była ona przebazowana do Izbicka. W związku z jego ucieczką zostało aresztowanych 15 oficerów i podoficerów z eskadr szkół lotniczych. Został odwołany dowódca eskadry por. pil. Stanisław Kopacz. Nowym dowódcą eskadry został kpt. pil. Józef Kowalski.
Na podstawie rozkazu Nr 053/Org. Ministra Obrony Narodowej z dnia 4 lipca 1952 r. Oficerska Szkoła Lotnicza nr 5 została przeniesiona na etat nr 20/266 o następującym stanie osobowym: 1563 wojskowych i 196 pracowników kontraktowych oraz stanie zmiennym – 300 podchorążych.
W 1954 r. komendantem OSL-5 został ppłk pil. Juliusz Szwarc. Za jego dowodzenia nastąpił okres intensywnego szkolenia lotniczego w radomskiej szkole. W wyniku zmian „październikowych” powołano do lotnictwa 14 byłych oficerów PSP na Zachodzie, którzy przeszli w OSL-5 zajęcia teoretyczne w Wydziale Wyszkolenia i przygotowanie do lotów na samolotach odrzutowych.
9 października 1956 r. szef Sztabu Wojsk Lotniczych i OPL OK, generał Wasilij Kadazanowicz, w imieniu Rady Państwa, wręczył szkole sztandar.
15 września 1957 r. odbyła się uroczystość związana z nadaniem, w uznaniu zasług Oficerskiej Szkole Lotniczej nr 5 w Radomiu, zaszczytnego imienia kpt. pil. Franciszka Żwirki i inż. Stanisława Wigury. Nadanie imienia nastąpiło na podstawie rozkazu nr 57 ministra obrony narodowej.
Na początku 1958 r. OSL-5 im. Żwirki i Wigury w Radomiu zmieniła swoją dotychczasową strukturę organizacyjną. W miejsce eskadr lotniczych podporządkowanych komendzie szkoły powstały pułki lotnicze: 60 Lotniczy Pułk Szkolny z miejscem stacjonowania Radom, 61 Lotniczy Pułk Szkolno-Bojowy w Nowym Mieście, 63 Pułk Szkolno-Bojowy Oficerskiej Szkoły Lotniczej z Tomaszowa Mazowieckiego, 64 Lotniczy Pułk Szkolny z Przasnysza. Równocześnie z dotychczasowych pododdziałów kwatermistrzowskich szkoły zostały utworzone samodzielne bataliony lotniczo-techniczne, które zabezpieczały pod względem logistycznym zadania szkoleniowe realizowane przez nowe powstałe pułki. W strukturze radomskiej szkoły powstały 54 PWL, które wykonywały prace remontowe-naprawcze sprzętu lotniczego w podległych OSL jednostkach. W kwietniu 1958 r. rozpoczęło się praktyczne szkolenie podchorążych w pułkach szkolnych.
22 lipca 1959 r. w ramach wyróżnienia, piloci z OSL-5 brali udział w centralnej defiladzie lotniczej w Warszawie. W listopadzie 1959 r., po zakończeniu szkolenia podchorążych, nad lotniskiem w Radomiu personel latający szkoły zaprezentował przed komisją DWL i OPL OK pilotaż indywidualny i zespołowy. W 1959 r. była w OSL-5 im. Żwirki i Wigury wizyta delegacji attaché wojskowych, która zapoznała się z bazą naukową Wydziału Szkolenia oraz organizacją lotów szkolnych zakończonych lotniczymi pokazami. Była to pierwsza wizyta wojskowa państw zachodnich w szkole i pierwsze kontakty wojskowych NATO i Układu Warszawskiego, po okresie zimnej wojny.
W 1959 r. odszedł z uczelni dotychczasowy komendant płk pil. Juliusz Szwarc. Jego obowiązki przejął ppłk pil. Zdzisław Żarski. W tym czasie wizytował radomską szkołę Dowódca Wojsk Lotniczych – gen. Jan Frey-Bielecki.
W czerwcu 1960 r. nastąpiła zmiana organizacyjna 64 Lotniczego Pułku Szkolnego im. Żwirki i Wigury z Przasnysza, na 64 Pułk Szkolny Oficerskiej Szkoły Lotniczej im. J. Krasickiego. W tym samym roku sformowano w Tomaszowie Mazowieckim nowy 66 Lotniczy Pułk Szkolny.
30 września 1962 r. nowym komendantem radomskiej uczelni został dotychczasowy zastępcą komendanta OSL-5 ds. szkolenia ppłk pil. Henryk Michałowski, prymus pierwszej promocji z 1951 r.
W 1963 r. zaniechano nowego naboru do OSL-5 im. Żwirki i Wigury w Radomiu. W tym okresie pułki szkolne z radomskiej szkoły rozpoczęły pilotaż w procesie szkolenia podstawowego na samolotach TS-8 Bies z podchorążymi II roku dęblińskiej uczelni.
W maju 1963 r. został rozformowany 31 Lotniczy Pułk Szkolno-Bojowy bazujący w Łasku, natomiast w grudniu 64 Lotniczy Pułk Szkolny z Przasnysza. Sprzęt lotniczy przejął 66 Lotniczy Pułk Szkolny. Z Przasnysza przyjęto 32 samoloty TS-8 Bies.
31 marca 1963 r. na Placu Zwycięstwa w Radomiu odbyła się XXV uroczysta promocja absolwentów OSL-5 im. Żwirki i Wigury, podczas której gen. dyw. Jan Frey-Bielecki promował grupę 105 pilotów myśliwców.
22 marca 1964 r. w Radomiu odbyła się ostatnia – XXVI uroczysta promocja absolwentów OSL-5 im. Żwirki i Wigury. Promocji absolwentów radomskiej szkoły dokonał dowódca Wojsk Obrony Powietrznej Kraju gen. dyw. Czesław Mankiewicz.
Rozkazem GIL nr 06/org. z dnia 30 kwietnia 1964 OSL nr 5 została rozformowana. W maju 1964 r. 66 Lotniczy Pułk Szkolny z Tomaszowa Mazowieckiego i 61 Lotniczy Pułk Szkolno-Bojowy z Nowego Miasta zostały przekazane OSL im. J. Krasickiego w Dęblinie, natomiast we wrześniu 60 Lotniczy Pułk Szkolno-Bojowy z Radomia, który zarządzeniem Szefa Sztabu Generalnego WP z 8 kwietnia 1964 został podporządkowany komendantowi Oficerskiej Szkoły Lotniczej im. Janka Krasickiego w Dęblinie, a zarządzeniem Szefa Sztabu Generalnego WP z 21 grudnia 1964 – przeformowany w 60 Lotniczy Pułk Szkolny. Do końca 1964 r. rozwiązano komendę OSL.

### Pilot instruktor Zofia Dziewiszek-Andrychowska w locie na UT-2

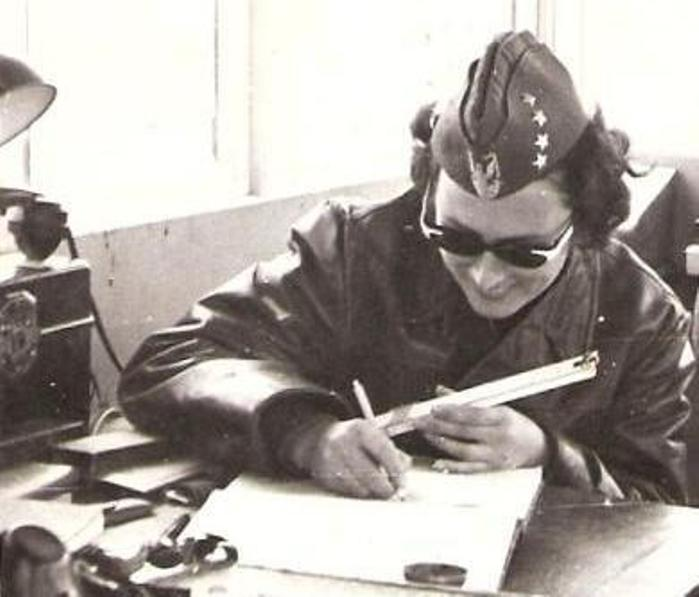
Kpt. pil. Zofia Adrychowska jako DKL na lotnisku 64 lps OSL-5 im. Żwirki i Wigury

W 1953 r. na lotnisku szkolna eskadra z radomskiej szkoły prowadziła szkolenie podchorążych. Jedną z instruktorów eskadry była ppor. pil. Zofia Dziewiszek-Andrychowska, która wystartowała z kolejnym kandydatem na pilota, którym był podchorąży Zygmunt Bubin. Samolot UT-2 oderwał się od lotniska, nabierając odpowiedniej wysokości. W pewnym momencie rozległ się duży huk silnika. Zofia Andrychowska przejęła stery i zamknęła dopływ paliwa. Następnie rękawicą uderzyła w iskrowniki. Starała się wyrównać UT-2. Mimo podejmowanych prób Andrychowskiej samolot zniżył się i ostatecznie zaległ w szczelinie rolnego pola. Podczas uderzenia rozległ się odgłos łamiących się części samolotu. Ogon UT-2 był w górze. Podchorążego i instruktorkę nakrył kadłub samolotu. Zapięte pasy nie doprowadziły do poważniejszych ran. Pomoc nadeszła natychmiast od kierownika lotów, którym był kpt. pil. Bolesław Andrychowski. Podniesienie skrzydła umożliwiło wydostanie się załogi samolotu. Zdarzenie zakończyło się szczęśliwie. Zofia Andrychowska i podchorąży nie odnieśli żadnych obrażeń.

### Ostatni lot podchorążego Tomasza Rotera
19 czerwca 1963 r. na lotnisku 66 Lotniczego Pułku Szkolnego w Tomaszowie Mazowieckim odbywało się szkolenie praktyczne podchorążych OSL im. Żwirki i Wigury. Za sterami TS-8 Bies był podchorąży II roku OSL im. Żwirki i Wigury st. szer. pchor. pil. Tomasz Roter. Czerwcowego dnia 1963 roku wykonywał lot po trasie na samolocie TS-8 Bies (nr fabr. 1E-0615) według ćwiczenia 5 zad. 4 PSzP. Podjął decyzję o zmianie warunków lotu, rozpoczynając wykonywanie wybranych figur wyższego pilotażu. Brak doświadczenia i opanowania pilota spowodowało, że samolot znalazł się na małej wysokości, co doprowadziło do korkociągu. Ostatecznie nastąpiło zderzenie samolotu z ziemią. Podchorąży poniósł śmierć na miejscu. Przyczyną katastrofy była samodzielna zmiana warunków zadania. Była to pierwsza katastrofa w 66 Lotniczym Pułku Szkolnym, a zarazem ostatnia w 14-letniej historii szkoły radomskiej.

### Lotnicze defilady w OSL-5

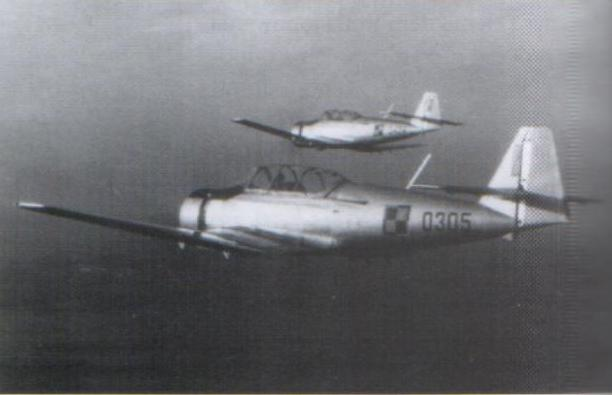
Para TS-8 Bies 0305 i 0414 z 64 lps OSL-5 w locie po trasie

Ciekawą formę zaprezentowania stopnia wyszkolenia podchorążych wprowadził w OSL-5 ówczesny jej komendant płk dypl. pil. Zdzisław Żarski. Zaproponował dowódcom jednostek szkolnych OSL-5, aby na zakończenie każdego kursu szkoleniowego zaprezentować poziom wyszkolenia w grupowym przelocie przed komisją egzaminacyjną. Pomysł ten wprowadzono po raz pierwszy w 1958 roku w Radomiu. Pokaz oglądał gen. dyw. Jan Frey-Bielecki. Akceptacja przełożonych sprawiła, że na zakończenie szkolenia w pułkach szkolnych OSL-5 organizowano powietrzne defilady. Dowódca 66 Lotniczego Pułku Szkolnego ppłk pil. Kazimierz Ciepiela wydał decyzję po zakończeniu szkolenia na TS-8 Bies o przeprowadzeniu w dniu 27 września 1961 r. defilady powietrznej. Wzięło w niej udział 35 samolotów TS-8 Bies pilotowanych w większości przez podchorążych. Instruktorzy pilotowali tylko te maszyny, które prowadziły szyki. Samoloty wystartowały trójkami i parami, by po kilku minutach sformować odpowiedni szyk składający się z kolumny siedmiu piątek zgrupowanych na kształt klinów. Przelot odbył się na wysokości 400 m i stanowił bardzo efektowne zakończenie sesji egzaminacyjnej.

## Organizacja OSL-5 Radom (1951)
- komenda
  - sztab
  - wydział polityczny
  - sekcja finansów
  - wydział szkolenia
  - wydział inżynieryjno-eksploatacyjny
  - kwatermistrzostwo
  - izba chorych
  - pododdziały szkolne

## Organizacja OSL-5 Radom (1956)
- komenda
  - sztab
  - wydział polityczny
  - wydział kadr
  - sekcja finansów
  - wydział szkolenia
    - 7 cykli przedmiotowych

  - wydział inżynieryjno-eksploatacyjny
  - wydział gospodarczy (kwatermistrzostwo)
  - izba chorych
  - pododdziały szkolne (batalion podchorążych i eskadry szkolne)
  - GKO
  - kasyno
  - przedszkole

## Organizacja OSL-5 Radom (1958–1961)
- komenda
  - sztab
    - LPW-1
    - LPW-2

  - wydział szkolenia
    - 8 cykli przedmiotowych

  - komitet PZPR
  - wydział polityczny
    - WOSO

  - wydział kadr
  - sekcja finansów
  - wydział inżynieryjno-eksploatacyjny
  - wydział gospodarczy
  - oddział zabezpieczenia lotniczo-technicznego
  - izba chorych
  - batalion szkolny
  - pułki szkolne
  - GKO
  - kasyno
  - przedszkole

## Działalność szkoleniowa OSL-5 (1951–1964)
OSL nr 5 rozpoczęła szkolenie personelu latającego w oparciu o dwa oddziały lotnicze, w których były po dwie eskadry stacjonujące w Tomaszowie Mazowieckim, Piastowie k. Radomia, Grójcu (lotnisko Słomczyn) oraz na radomskim lotnisku.
Struktura organizacyjna OSL-5 (1951)
Pierwszym rozkazem Komendanta OSL-5 powołano:
- 1 Oddział Lotniczy na UT-2, Jak-11, Jak-9 – dowódca kpt. pil. Zdzisław Plezia
  - 1 Eskadra Pilotażu Myśliwskiego, m. Tomaszów Mazowiecki – dowódca mjr pil. Mieczysław Śmiechowski, samoloty Jak-9
  - 2 Eskadra Pilotażu Myśliwskiego, m. Grójec – dowódca kpt. pil. Zdzisław Plezia[28], samoloty Jak-9 i Jak-11
- 2 Oddział Lotniczy na Jak-9 – dowódca kpt. pil. Eugeniusz Robak
  - 3 Eskadra Pilotażu Myśliwskiego, m. Radom – dowódca kpt. pil. Eugeniusz Robak, samoloty Jak-9
  - 4 Eskadra Pilotażu Myśliwskiego, m. Radom – dowódca por. pil. Stanisław Kopacz, samoloty Jak-9

W wyposażeniu szkoły zaplanowano 136 samolotów różnych typów – 62 bojowe(myśliwskie) Jak-9 różnych wersji, 56 szkolno-bojowych UJak-9, 8 szkolno-treningowych Jak-11 oraz 10 łącznikowych i szkolnych UT-2 i Po-2. Większość kadry przydzielonej do radomskiej szkoły pochodziła ze szkoły dęblińskiej. Inna kadra została skierowana z różnych jednostek lotniczych. Przełożeni dokonali podziału zadań i funkcji pomiędzy dęblińską OSL-4 (szkolącą do tej pory pilotów na samolotach szturmowych i w innych specjalnościach lotniczych), a radomską OSL-5 (szkolenie pilotów myśliwskich).
W 1951 r. radomska szkoła otrzymała podchorążych po ukończonym kursie teorii i pilotażu podstawowego z Dęblina, przeszkalając ich na samoloty bojowe Jak-9 i Jak-9P. W Dęblinie 15 lipca 1951 r. odbyła się promocja 36 pilotów myśliwskich i zarazem byli to pierwsi absolwenci nowej radomskiej szkoły. Jednocześnie ukończono proces formowania eskadr szkolnych, których sformowano cztery eskadry pilotażu myśliwskiego. 20 lipca 1951 r. dokonano przydziału podchorążych, przybyłych z Dęblina, do wyznaczonych eskadr pilotażu myśliwskiego. Po półrocznym okresie szkolenia na samolotach Jak-9 odbyła się 30 grudnia 1951 r. promocja podchorążych (19). Była to grupa szkoleniowa, która uzyskała największe postępy ze wszystkich grup. Promocja absolwentów odbyła się w radomskiej szkoły i była drugą promocją. Kolejną grupę 10 podchorążych promowano również w Radomiu, w styczniu 1952 r. Na początku funkcjonowania szkoły radomskiej szkolenie podchorążych przebiegało w niełatwych warunkach. Radomskiej szkole brakowało pomieszczeń koszarowych, budynków mieszkalnych dla kadry instruktorskiej i personelu technicznego, a także sal wykładowych. W Radomiu część zajęć teoretycznych prowadzonych było w zastępczym budynku na lotnisku w Sadkowie. Natomiast sale wykładowe szkoły były rozlokowane w koszarach przedwojennego pułku piechoty. W tym koszarach był również zorganizowany doraźny Wydział Szkolenia (liczący 14 wykładowców). Poza tym w tym obiekcie znajdowały się bloki koszarowe zagospodarowane na mieszkania dla kadry zawodowej oraz podchorążych.
W połowie 1952 r. eskadry szkolne z Radomia zostały przebazowane na lotniska w Kamieniu Śląskim i Izbicku. Zorganizowano na tych lotniskach obóz letni, gdzie podchorążowie byli szkoleni w pilotażu. Przyczyną tego przebazowania była konieczność rozbudowy lotniska w Radomiu. W tym czasie wybudowano na radomskim lotnisku port lotniczy, nowe betonowe drogi kołowania, nowoczesny pas startowy oraz dokonano wyrównania całej płyty lotniskowej. Prace te wykonywał specjalny batalion budowy lotnisk z Mierzęcic. Podczas tej przerwy w szkoleniu podchorążych w Radomiu wybudowano na port lotniczy, nowe betonowe drogi kołowania, nowoczesny pas startowy oraz dokonano remontu całej płyty lotniskowej. Wszystkie te prace wykonywał specjalny batalion budowy lotnisk z Mierzęcic. Komendantem obozu letniego w Kamieniu Śląskim i Izbicku k./Opola był mjr pil. W. Połoskow. Niestety stan lotniska w Izbicku nie pozwalał na systematyczne szkolenie. Powierzchnia lotniska nie była utwardzona, a wiosenne roztopy spowodowały dodatkowe utrudnienia. Na drugim lotnisku w Kamieniu Śląskim podchorążowie szkolący się w 4 eskadrze odbywali szkolenie w pilotażu bez zakłóceń. Od kwietnia do sierpnia 1952 r. w Radomiu nie odbywały się loty w pilotażu również na lotnisku w Piastowie. Powrót eskadr do Radomia rozpoczął się w drugiej połowie sierpnia. Jako pierwsza przebazowała się 4 eskadra szkolna, zaś 3 eskadra szkolna rozpoczęła przebazowanie do Radomia w dniach 15–20 września 1952 r. W tym czasie 4 eskadra szkolna miała na swoim stanie w większości samoloty Jak-18 i Jak-11, które następnie zostały zastąpione Jak-9. Natomiast Jak-18 i Jak-11 przekazane zostały do 3 eskadry.
W sierpniu 1952 r. na wyposażenie radomskich eskadr wprowadzono nowy sprzęt do szkolenia pilotów myśliwskich. Były to samoloty Jak-11 i Jak-18. W tym czasie nastąpiło przekazanie radomskiej szkole eskadry z dęblińskiej OSL. Natomiast do szkolenia pilotów łącznikowych wykorzystywano wówczas specjalnie przygotowany samolot Po-2 (typu CSS-13). W tym czasie nastąpił przełomowy dla radomskiej uczelni etap, związany z przygotowaniem do procesu samodzielnego szkolenia. Wkrótce po przejściu OSL-5 na nowy etat, w Radomiu rozpoczął się pełny cykl szkolenia podchorążych. Spowodowało to pełne uniezależnienie procesu szkolenia lotniczego prowadzonego w Radomiu od OSL-4 w Dęblinie. Nastąpiła rozbudowa bazy dydaktyczno-naukowej radomskiej szkoły. Powstał Wydział Szkolenia, w którym zostało zorganizowanych 7 cykli szkolenia, z pełną obsadą. Szefem nowo powstałego Wydziału Szkolenia został wówczas mjr Tadeusz Malinowski.
Na przełomie sierpnia i września 1953 r. odbyły się pierwsze egzaminy kandydatów na pilotów, wśród których część, po wstępnej kwalifikacji została podzielona na odpowiednie grupy szkoleniowe. Podchorążowie rozpoczęli okres unitarny, a po przejściu przeszkolenia podstawowego, następnie rocznego teoretycznego w Wydziale Szkolenia, kierowani byli do praktycznego szkolenia lotniczego w eskadrach OSL-5. W 1953 r. szkoła otrzymała dodatkowo dwie eskadry lotnicze z Dęblina wraz z przydzielonymi lotniskami w Podlodowie i Ułężu. Jesienią szkoła była w posiadaniu samolotów Junak-2 oraz pierwsze samoloty odrzutowe typu Jak-17 i Jak-23. Pod koniec września 1954 r. Wydział Szkolenia zafunkcjonował w nowym budynku na radomskim Sadkowie. W tym samym czasie wyposażono eskadry szkolenia podstawowego w samolot szkolny typu Junak-3, na którym przygotowywano podchorążych do pilotażu na samolotach odrzutowych. Natomiast eskadry szkolenia bojowego otrzymały samoloty odrzutowe MiG-15. Ogólnie w 1954 r. radomska szkoła posiadała 7 eskadr szkolnych.
Struktura organizacyjna, dyslokacja, dowódcy eskadr szkolnych OSL-5 (1954)
- 1 Eskadra Pilotażu Myśliwskiego, Tomaszów Mazowiecki – dowódca kpt. pil. Józef Kowalski, samoloty Jak-9
- 2 Eskadra Pilotażu Myśliwskiego, Grójec – dowódca kpt. pil. Władysław Sobaczewski samoloty Jak-9 i Jak-11
- 3 Eskadra Pilotażu Myśliwskiego, Radom – dowódca kpt. pil. Eugeniusz Robak, samoloty Jak-9
- 4 Eskadra Pilotażu Myśliwskiego, Radom – dowódca – mjr pil. Feliks Skrzeczkowski, samoloty Jak-9
- 5 Eskadra Pilotażu Podstawowego, Podlodów, przeniesiona z OSL-4 – dowódca kpt. pil. Kazimierz Ciepiela, samoloty Junak-2
- 6 Eskadra Pilotażu Podstawowego, Ułęż, przeniesiona z OSL-4 – dowódca kpt. pil. Henryk Gotlib, samoloty Junak-2
- 7 Eskadra Pilotażu Podstawowego, Piastów, przeniesiona z OSL-4 – dowódca por. pil. Henryk Niemczyk, samoloty Jak-11

Struktura organizacyjna, dyslokacja, dowódcy eskadr szkolnych OSL-5 (1954)
Pod koniec 1954 r. sformowano kolejne dwie eskadry, w tym jedną wyposażoną w samoloty odrzutowe. Skład eskadr pod koniec 1954 r. był następujący:
- 1 Eskadra Pilotażu Bojowego Oficerskiej Szkoły Lotniczej nr 5, m. Nowe Miasto – dowódca mjr pil. Michał Skowroński, samoloty MiG-15, UTIMiG-15
- 2 Eskadra Pilotażu Bojowego Oficerskiej Szkoły Lotniczej nr 5, m. Radom-Sadków – dowódca mjr pil. Władysław Sobaczewski, samoloty Jak-23, Jak-17W
- 3 Eskadra Pilotażu Bojowego Oficerskiej Szkoły Lotniczej nr 5, m. Tomaszów Mazowiecki – dowódca mjr pil. Eugeniusz Robak, samoloty Jak-23, U Jak-17W
- 4 Eskadra Pilotażu Przejściowego Oficerskiej Szkoły Lotniczej nr 5, m. Oleśnica Śląska – dowódca kpt. pil. Józef Kowalski, samoloty Jak-9
- 5 Eskadra Pilotażu Przejściowego Oficerskiej Szkoły Lotniczej nr 5, m. Grójec – dowódca mjr pil. Marian Lipczyński, Jak-11
- 6 Eskadra Pilotażu Przejściowego Oficerskiej Szkoły Lotniczej nr 5, m. Przasnysz – dowódca kpt. pil. Henryk Niemczyk, samoloty Jak-11
- 7 Eskadra Pilotażu Podstawowego Oficerskiej Szkoły Lotniczej nr 5, m. (Podlodów) – dowódca kpt. pil. Kazimierz Ciepiela, samoloty Junak-3
- 8 Eskadra Pilotażu Podstawowego Oficerskiej Szkoły Lotniczej nr 5, m. Radom – dowódca kpt. pil. Henryk Gotlib, samoloty Junak-3
- 9 Eskadra Pilotażu Podstawowego Oficerskiej Szkoły Lotniczej nr 5, m. Przasnysz – dowódca mjr pil. Kazimierz Ciepiela samoloty Junak-3

Struktura organizacyjna, dyslokacja, dowódcy eskadr szkolnych OSL-5 (1955)
Na początku 1955 r. szkoła radomska przechodzi kolejną reorganizację i zmianę etatu z 20/283 na etat 20/343. Było to związane z otrzymaniem samolotów Jak-23, które w rezultacie wycofano z jednostek bojowych. W takiej sytuacji OSL-5 stała się główną bazą tych samolotów. W tej sytuacji uporządkowano w rezultacie numerację wszystkich eskadr, 15 lutego 1955 r. dawne eskadry zostały przemianowane w następujący sposób:
- 1 Eskadra Pilotażu Bojowego Oficerskiej Szkoły Lotniczej nr 5, m. Nowe Miasto – dowódca mjr pil. Michał Skowroński, samoloty MiG-15, UTIMiG-15
- 2 Eskadra Pilotażu Bojowego Oficerskiej Szkoły Lotniczej nr 5, m. Radom-Sadków – dowódca mjr pil. Władysław Sobaczewski, samoloty Jak-23, Jak-17W
- 3 Eskadra Pilotażu Bojowego Oficerskiej Szkoły Lotniczej nr 5, m. Tomaszów Mazowiecki – dowódca mjr pil. Eugeniusz Robak, samoloty Jak-23, Jak-17W
- 4 Eskadra Pilotażu Przejściowego Oficerskiej Szkoły Lotniczej nr 5, m. Oleśnica Śląska – dowódca kpt. pil. Józef Kowalski, samoloty Jak-9P i Jak-9W,U
- 5 Eskadra Pilotażu Przejściowego Oficerskiej Szkoły Lotniczej nr 5, m. Grójec – dowódca mjr pil. Marian Lipczyński, Jak-11
- 6 Eskadra Pilotażu Przejściowego Oficerskiej Szkoły Lotniczej nr 5, Przasnysz – dowódca kpt. pil. Henryk Niemczyk, samoloty Jak-11
- 7 Eskadra Pilotażu Podstawowego Oficerskiej Szkoły Lotniczej nr 5, m. Podlodów – dowódca kpt. pil. Henryk Adamczuk, samoloty Junak-3
- 8 Eskadra Pilotażu Podstawowego Oficerskiej Szkoły Lotniczej nr 5, Radom – dowódca kpt. pil. Henryk Gotlib, samoloty Junak-3
- 9 Eskadra Pilotażu Podstawowego Oficerskiej Szkoły Lotniczej nr 5, Przasnysz – dowódca mjr pil. Kazimierz Ciepiela samoloty Junak-3

Wydarzenia październikowe 1956 r. spowodowały, że dokonano wielu zmian kadrowych i organizacyjnych w OSL-5. Nowy dowódca WL OPL OK gen. bryg. Jan Frey-Bielecki szczególną uwagę nałożył na szkolenie personelu latającego w jednostkach bojowych i szkołach oficerskich. Zdecydował się na wprowadzenie rozszerzonych 3-letnich programów szkolenia i podwyższenia nalotu indywidualnego podchorążych do 160 godzin.
W latach 1956–1958 r. nastąpiła zasadnicza reforma kształcenia podchorążych i oficerów w radomskiej szkole. Wpłynęło na to między innymi objęcie stanowiska Dowódcy Wojsk lotniczych przez pierwszego Polaka – gen. dyw. Jana Freya-Bieleckiego, który przeprowadził gruntowną zmianę kształcenia pilotów wojskowych. W myśl założeń reformy zorganizowano w szkole Wojskowe Ośrodki Szkolenia Ogólnokształcącego(WOSO), które pozwalały uzupełnić średnie wykształcenie oraz otrzymać maturę szkolącym się w Radomiu podchorążym, oficerom oraz pilotom instruktorom. Wprowadzono także, w ramach Lotniczego Przysposobienia Wojskowego, szkolenie wstępne kandydatów przewidzianych do radomskiej szkoły, które odbywało się na lotnisku szkolnym w Piastowie (tzw. LPW-1, szkolenie na szybowcach i LPW-2, szkolenie na samolotach tłokowych). Kolejnym etapem reorganizacji szkolenia lotniczego w Radomiu było wydłużenie czasu trwania nauki do trzech lat. Rok 1957 był rokiem granicznym dla radomskiej szkoły. Zakończył się według starych programów nauczania pamiętających jeszcze czasy z wojny. Podchorążowie pierwszy rok nauki byli w Dziale Nauk, studiując teorię na poszczególnych cyklach szkoleniowych. Dopiero na II i III roku byli przegrupowani na lotniska w celu odbycia przeszkolenia z pilotażu. Rok szkolny dzielił się na dwa okresy: pierwszy od października do marca, gdzie podchorążowie teoretycznie uczyli się w szkole, zaś od kwietnia do października szkolili się praktycznie w pułkach szkolnych OSL-5.
Organizacja lotów w eskadrach, skład służby startowej w OSL-5 (1951–1957)
Za organizację lotów odpowiadał dowódca eskadry lub jego pomocnik ds. wyszkolenia lotniczego, którzy mieli również obowiązek kierowania lotami. W skład służby startowej wchodzili:
- pomocnik kierowania lotów
- dyżurny lotów
- dyżurny lotów
- dyżurny lotniskowej obsługi lotów
- dyżurny lekarz
- chronometrażysta
- służba startowa (starter, finiszer, radiotelegrafista, telefonista, gońcy, strażacy, wartownicy)

Organizacja stanowiska startowego w OSL-5 (1951–1957)
- planowa tablica lotów
- instrukcja wykonywania lotów na danym lotnisku
- schemat rejonu lotniska z oznaczonymi strefami
- dziennik kierowania lotów
- chronometraż

Struktura organizacyjna, dyslokacja, dowódcy eskadr szkolnych OSL-5 (1957)
Pod koniec 1957 roku szkoła radomska posiadała następujące eskadry: :
- 1 Eskadra Pilotażu Bojowego Oficerskiej Szkoły Lotniczej nr 5, m. Nowe Miasto – dowódca kpt. pil. Henryk Nowak, samoloty MiG-15, UTIMiG-15 i Junak-3
- 2 Eskadra Pilotażu Bojowego Oficerskiej Szkoły Lotniczej nr 5, m. Radom – dowódca mjr pil. Marian Lipczyński, samoloty MiG-15, UTIMiG-15, Lim-1, Jak-23, Jak-11 i Junak-3
- 3 Eskadra Pilotażu Bojowego Oficerskiej Szkoły Lotniczej nr 5, m. Tomaszów Mazowiecki – dowódca mjr pil. Jerzy Iwonin, samoloty MiG-15, UTIMiG-15, Jak-23, Jak-11 i Junak-3
- 4 Eskadra Pilotażu Przejściowego Oficerskiej Szkoły Lotniczej nr 5, m. Oleśnica – dowódca kpt. pil. Stanisław Konopiński, samoloty Jak-11 i Junak-3
- 5 Eskadra Pilotażu Przejściowego Oficerskiej Szkoły Lotniczej nr 5, m. Grójec – dowódca kpt. pil. Aleksander Cymbalski, samoloty MiG-15, UTIMiG-15, Jak-23, Jak-11 i Junak-3
- 6 Eskadra Pilotażu Przejściowego Oficerskiej Szkoły Lotniczej nr 5, m. Tomaszów Mazowiecki – dowódca kpt. pil. Bolesław Andrychowski, samoloty Jak-11 i Jak-18
- 7 Eskadra Pilotażu Podstawowego Oficerskiej Szkoły Lotniczej nr 5, m. Podlodów – dowódca kpt. pil. Stanisław Piekara, samoloty Junak-3
- 8 Eskadra Pilotażu Podstawowego Oficerskiej Szkoły Lotniczej nr 5, m. Grójec – dowódca kpt. pil. Zbigniew Różowicz, samoloty Jak-11 i Junak-3
- 9 Eskadra Pilotażu Podstawowego Oficerskiej Szkoły Lotniczej nr 5, m. Przasnysz – dowódca kpt. pil. Leszek Jaworski samoloty Junak-3 i zmodyfikowane Po-2 typu CSS-13

Struktura organizacyjna, dyslokacja, dowódcy pułków szkolnych OSL-5 (1958)
W 1958 r. rozpoczął się kolejny etap reorganizacji systemu wojskowego szkolnictwa lotniczego. Opracowano projekt reorganizacji struktur oficerskich szkół lotniczych. Projekt przewidywał zmianę organizacji eskadrowej na pułkową, gdyż przyjęcie nowego sprzętu wymagało innego, znacznie rozbudowanego systemu zaopatrzenia i zabezpieczenia. Zmiany przeprowadzono na podstawie rozkazu organizacyjnego MON nr 075/Org. z dnia 31 grudnia 1957 r. oraz rozkazu organizacyjnego DWL i OPL OK nr 02/Org. z dnia 29 stycznia 1958 r. Na skutek tych rozkazów OSL-5 przeszła na etat nr 20/466, formując następujące jednostki lotnicze:
- 60 Lotniczy Pułk Szkolny, Radom – dowódca mjr pil. Feliks Skrzeczkowski, samoloty: MiG-15 i UTIMiG-15,
- 61 Lotniczy Pułk Szkolno-Bojowy, Nowe Miasto – dowódca mjr pil. Józef Kowalski, samoloty: MiG-15 i UTIMiG-15,
- 63 Pułk Szkolno-Bojowy Oficerskiej Szkoły Lotniczej, Tomaszów Mazowiecki/Glinnik – dowódca mjr pil. Kazimierz Ciepiela, samoloty: MiG-15 i UTIMiG-15,
- 31 Pułk Lotnictwa Myśliwskiego > 31 Pułk Szkolno-Bojowy Oficerskiej Szkoły Lotniczej nr 5, Łask – dowódca mjr pil. Henryk Michałowski, samoloty Jak-9 i MiG-15,
- 64 Lotniczy Pułk Szkolny, Przasnysz – dowódca mjr pil. Bolesław Andrychowski[41], samoloty Junak-3, Jak-11 i TS-8 Bies

Struktura organizacyjna, dyslokacja, dowódcy jednostek zabezpieczenia OSL-5 (1958)
Działalność szkoleniową pułków lotniczych OSL-5 zabezpieczały jednostki zaopatrzenia lotniczo-technicznego tzw. bataliony lotniczo-techniczne
- 6 Pułk Lotniczo-Techniczny, m. Radom podległy operacyjnie komendzie OSL-5 i zabezpieczał 60 Lotniczy Pułk Szkolny – dowódca mjr Eugeniusz Sendalski
- 68 Batalion Lotniczo-Techniczny, m. Nowe Miasto podległy operacyjnie 61 Lotniczemu Pułkowi Szkolno-Bojowemu – dowódca ppłk Stanisław Pudała
- 69 Batalion Lotniczo-Techniczny, m. Tomaszów Mazowiecki podległy operacyjnie 63 Pułkowi Szkolno-Bojowemu Oficerskiej Szkoły Lotniczej i eskadry z 61 Lotniczego Pułku Szkolno-Bojowwego – dowódca kpt. Alojzy Kierczak
- 70 Batalion Lotniczo-Techniczny, Przasnysz podległy operacyjnie 64 Lotniczemu Pułkowi Szkolnemu – dowódca kpt. Tadeusz Gołębiowski[43]
- 27 Batalion Lotniczo-Techniczny, m. Łask podległy operacyjnie 31 Pułkowi Szkolno-Bojowemu – dowódca kpt. Kazimierz Deręgowski
- 39 dywizjon Zabezpieczenia Ślepego Lądowania m. Nowe Miasto podległy operacyjnie 61 Lotniczemu Pułkowi Szkolno-Bojowemu
- 54 Polowe Warsztaty Lotnicze, m. Radom podległe operacyjnie komendzie OSL-5 i zabezpieczał jednostki OSL-5

W kwietniu 1958 r. podchorążowie odbywali szkolenie w pilotażu w pułkach szkolnych. W tymże roku, po raz pierwszy od początku istnienia OSL im. Żwirki i Wigury nie odbyła się ani jedna promocja oficerska. Spowodowane to było faktem, ponieważ w 1956 roku szkolenie podchorążych wydłużono do trzech lat.
W 1959 r. w 60 Lotniczym Pułku Szkolnym z OSL im. Żwirki i Wigury miały miejsce katastrofy lotnicze z tragicznym skutkiem. Śmierć poniosło 3 młodych pilotów. Byli to: por.pil. Suliga na samolocie Lim-1, ppor. pil. Radowiecki i ppor. pil. Grabowski na Junaku-3.
Struktura organizacyjna, dyslokacja, dowódcy pułków szkolnych OSL-5 (1960)

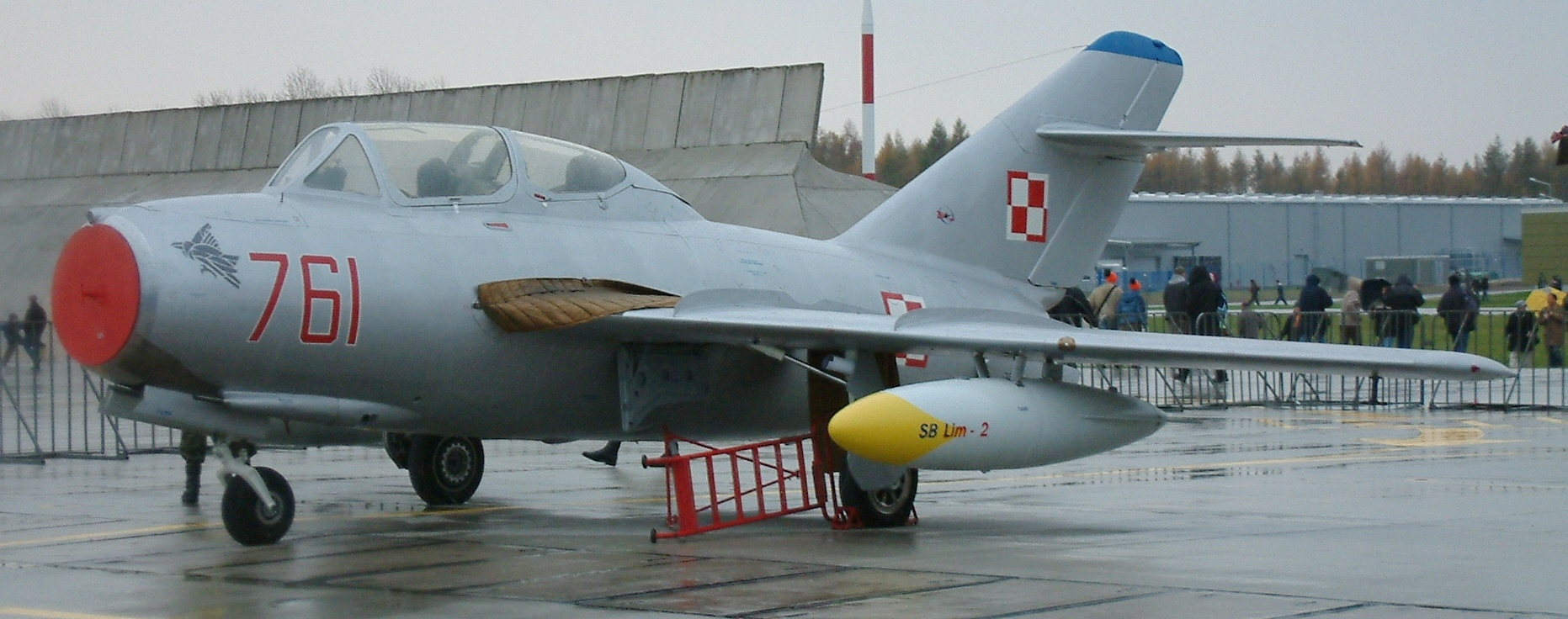
MiG-15UTI/SB Lim-2 pierwszy samolot 60 lpsz.

W czerwcu 1960 r. na mocy zarządzenia szefa Sztabu Generalnego Nr 038/Org. z 31 maja 1960 roku i rozkazu DWL i OPL OK nr 07/Org. z dnia 22 czerwca 1960 roku nastąpiła zmiana podporządkowania 64 Lotniczego Pułku Szkolnego Oficerskiej Szkoły Lotniczej im. Żwirki i Wigury na 64 Pułk Szkolny Oficerskiej Szkoły Lotniczej im. Jana Krasickiego. W wyniku tych decyzji pułk z Przasnysza, podległy Komendantowi OSL im. Żwirki i Wigury w Radomiu, został przekazany do struktur Oficerskiej Szkoły Lotniczej im. Jana Krasickiego w Dęblinie. W tym samym czasie nastąpiło przekazanie z OSL-4 im. J. Krasickiego do OSL-5 im. Żwirki i Wigury dwóch eskadr: 5 ESSz (Krzewica) i 6 ESSz (Ułęż). Z eskadr tych sformowano w Tomaszowie Mazowieckim nowy 66 Lotniczy Pułk Szkolny. Jego dowódcą został mjr pil. Kazimierz Ciepiela, dotychczasowy dowódca 64 Lotniczego Pułku Szkolnego z Przasnysza. Po tych zmianach organizacyjnych szkoła radomska dysponowała następującymi pułkami:
- 60 Lotniczy Pułk Szkolny, m. Radom – dowódca mjr pil. Feliks Skrzeczkowski, samoloty: MiG-15 i UTIMiG-15,
- 61 Lotniczy Pułk Szkolno-Bojowy, m. Nowe Miasto – dowódca mjr pil. Józef Kowalski, samoloty: MiG-15 i UTIMiG-15,
- 31 Pułk Lotnictwa Myśliwskiego > 31 Pułk Szkolno-Bojowy Oficerskiej Szkoły Lotniczej nr 5, m. Łask – dowódca mjr pil. Henryk Michałowski, samoloty Jak-9 i MiG-15,
- 66 Lotniczy Pułk Szkolny, m. Tomaszów Mazowiecki-Glinnik – dowódca mjr pil. Kazimierz Ciepiela, samoloty: TS-8 Bies

W 1960 r. zakończono w Radomiu eksploatację samolotu szkolno-treningowego Junak-3. W jego miejsce wprowadzono w lotniczych pułkach szkolnych nowy samolot polskiej konstrukcji, przeznaczony do lotów szkolnych TS-8 Bies. Szkolenie na tym samolocie rozpoczęto już w 1959 roku w 64 Lotniczym Pułku Szkolnym w Przasnyszu.
W 1961 r. w szkole radomskiej nastąpiła reorganizacja pułków szkolnych. Miało to na celu w prowadzenia w jednostkach szkolnych bardziej funkcjonalnej struktury. Podstawą tego przedsięwzięcia stał się rozkaz organizacyjny komendanta OSL im. Żwirki i Wigury nr 077 z dnia 5 października 1961 roku. Oddzielał on eskadry lotnicze od technicznych i ustanawiał szereg dotychczas nieistniejących jednostek organizacyjnych. Poza dowództwem i sztabem strukturę organizacyjną pułków OSL im. Żwirki i Wigury tworzyły: dwie eskadry lotnicze, dywizjon techniczny, dywizjon dowodzenia lotami oraz batalion zaopatrzenia.
W dniach 14–26 października 1963 r. Inspektorat Lotnictwa przeprowadził w szkole radomskiej kontrolę. Podsumowano i wystawiono następujące oceny: komenda szkoły – 4,53; 60 Lotniczy Pułk Szkolny z Radomia – 4,42; 61 Lotniczy Pułk Szkolno-Bojowy z Nowego Miasta – 4,00; 66 Lotniczy Pułk Szkolny z Tomaszowa Mazowieckiego – 4,32. Zgodnie z oceną na komisji, która przeprowadziła kontrolę, największe osiągnięcia w 1963 roku odnotował 66 Lotniczy Pułk Szkolny dowodzony przez ppłk pil. Kazimierza Ciepielę. Dowódca pułku został wyróżniony.
W okresie od 1951 do 1964 r. uczelnię radomską opuściło 1761 absolwentów, w tym – 1562 pilotów myśliwców, 138 oficerów sztabowych, 47 pilotów samolotów łącznikowych oraz 14 nawigatorów. Nalot radomskiej szkoły za lata 1951 do 1960 r. wyniósł prawie 250 tys. godzin.

## Stan wyszkolenia lotniczego kadry instruktorskiej OSL-5 (1964)[49]
- 66 Lotniczy Pułk Szkolny z Tomaszowa Mazowieckiego > piloci I klasy – 1, II klasy – 29, III klasy – 4, bez klasy – 0
- 60 Lotniczy Pułk Szkolny z Radomia > piloci I klasy – 0, II klasy – 34, III klasy – 17, bez klasy – 1
- 61 Lotniczy Pułk Szkolno-Bojowy z Nowego Miasta > piloci I klasy – 19, II klasy – 20, III klasy – 4, bez klasy – 0

## Samoloty OSL-5 (1951–1964)
- Jak-9
- Jak-9P
- UT-2
- Po-2
- Jak-11
- Jak-12
- Jak-18
- Junak-2
- UTI Jak-17
- Jak-23
- MiG-15 (bojowy)
- UTI MiG-15 (szkolno-bojowy)
- Lim-2
- Li-2
- TS-8 Bies
- TS-11 Iskra

## Kadra i słuchacze OSL-5

### Komendanci szkoły
- ppłk pil. Mikołaj Lebiediew (1951–1952)
- ppłk pil. Aleksiej Bystrow[50][4] (1952–1954)
- ppłk pil. Juliusz Szwarc[6] (1954–1959)
- ppłk pil. Zdzisław Żarski (1959–1961)
- ppłk pil. Henryk Michałowski[51](1961–1963)
- ppłk pil. Eugeniusz Robak (1963–1964)

### Słuchacze-prymusi

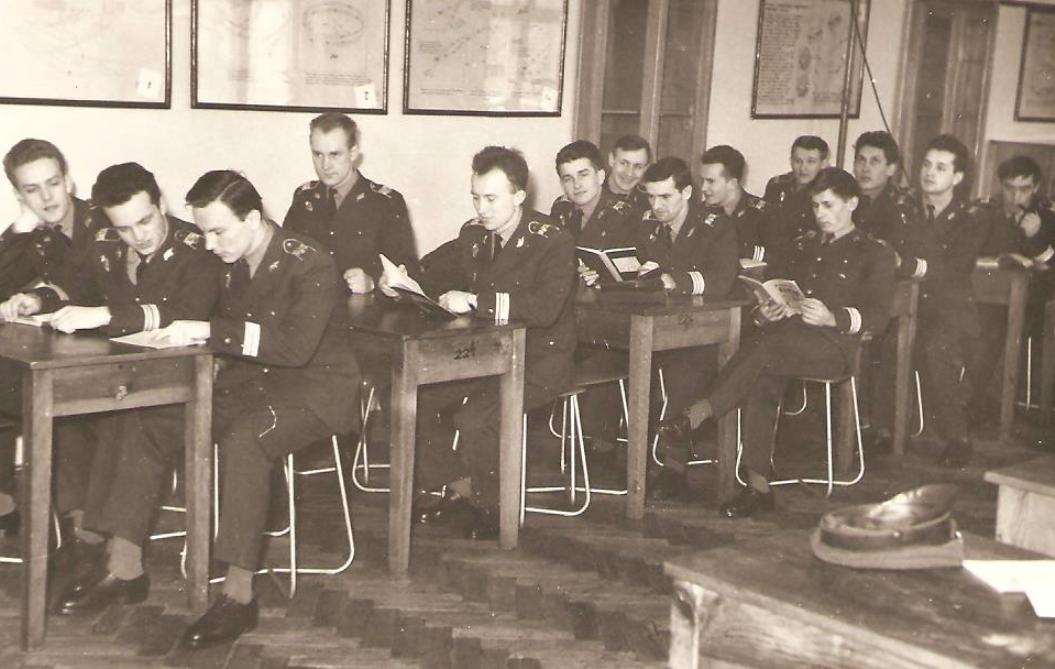
Radom, podchorążowie gr 31, w tym przyszły prymus ppor. pil. Andrzej Kolatorski

W latach 1951–1964 w OSL-5 odbyło się 26 promocji oficerskich. Prymusem pierwszej promocji 15 lipca 1951 r. w Dęblinie został ppor. pil. Henryk Michałowski.

### Polegli śmiercią lotnika

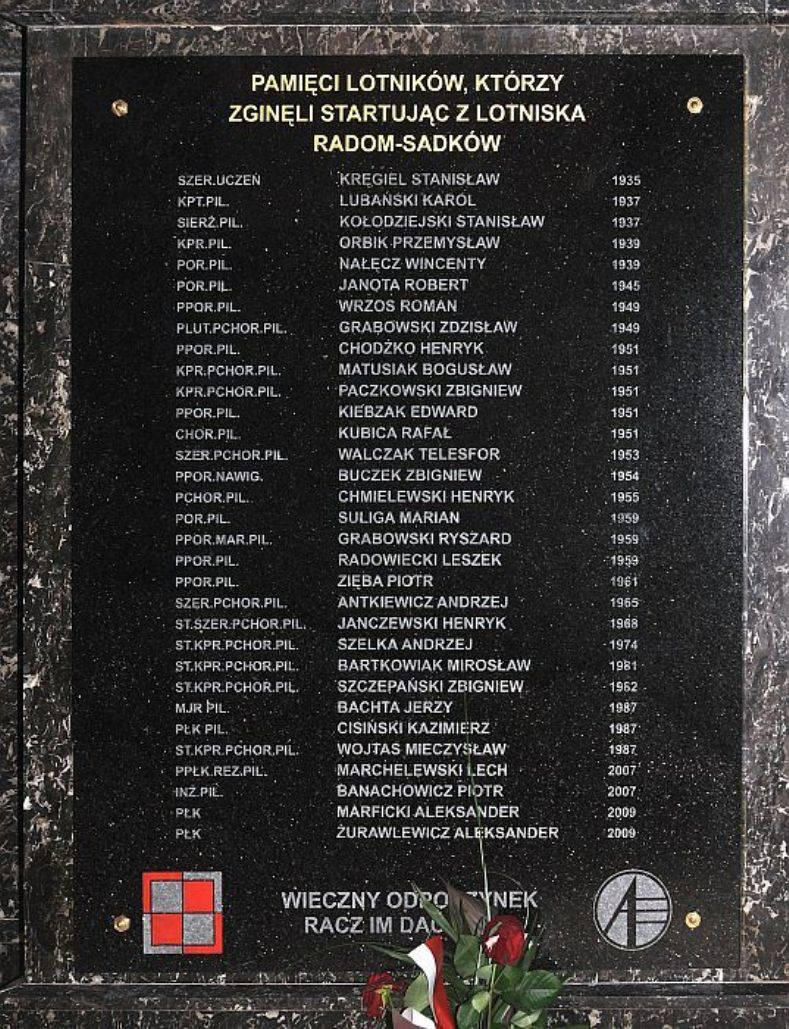
Radom-Sadków. Pamięci Lotnikom

W latach 1951–1963 w czasie szkolenia lotniczego w katastrofach lotniczych zginęło 25 osób – pilotów, instruktorów, słuchaczy i podchorążych (w tym 1 osoba podczas skoków spadochronowych).

### Znani absolwenci
- gen. dyw. pil. Kazimierz Dziok
- gen. bryg. pil. Michał Polech
- gen. bryg. pil. Roman Harmoza
- gen. bryg. pil. Edward Hyra
- gen. bryg. pil. Jan Waliszkiewicz
- płk dypl. Jerzy Budzisz (pilot)
- płk dypl. Maciej Brzeziński
- płk dypl. Eugeniusz Brodalka
- płk dypl. Kazimierz Chojnacki (pilot)
- płk dypl. Henryk Dańko
- płk dypl. Jerzy Figurski

### Związani z OSL-5
Z uczelnią byli związani między innymi:
- gen. bryg. pil. Tadeusz Góra
- płk pil. Wacław Król
- gen. bryg. pil. Stanisław Skalski